# Сутјеска (Земун)
Сутјеска је градско насеље у Београду, Србија, лоцирано у општини Земун.

## Локација
Сутјеска се налази западно од старог градског језгра Земуна. Граничи се са насељима Сава Ковачевић на западу (ограничена Шилеровом улицом), Горњи Град на северу (Угриновачка улица), Војни Пут I на југозападу (Пазовачки пут), док Првомајска улица означава јужну границу насеља.

## Карактеристке
Насеље је претежно стамбеног типа, ca 7.446 становника према попису из 2002. године. У насељу се налази амбуланта и основна школа.
Насеље је добило име после битке на Сутјесци 1943. у којој је убијен партизански вођа Сава Ковачевић.

## Под-насеља

### Земун Бачка
Земун Бачка је северни продужетак насеља, где се налази окретница аутобуса градског превоза на линијама 83 (Црвени крст - Земун Бачка) и 18 (Медаковић III - Земун Бачка).

### Бачки Иловик
Бачки Иловик је северозападни продужетак Сутјеске, ограничен Бачком улицом на југу, Угриновачком на северу и Пазовачким путем на југу. Ово мало насеље углавном је насељено ромима. Неколико компанија за прикупљање старих материјала (гвожђе, алуминијум, папир итд.) налазе се у овом насељу.

### Меандри
Mеандри је стамбено подручје и чини североисточни продужетак Сутјеске. Ограничено је Првомајском улицом на југу, улицом Задругарском на истоку и Угриновачком улицом на северу.